# Chiesa della Beata Maria della Consolazione
La chiesa della Beata Maria della Consolazione, o della Madonna dell'Aiuto, è una chiesa sussidiaria a Fiera di Primiero, frazione di Primiero San Martino di Castrozza, in Trentino. Rientra nella parrocchia di Santa Maria Assunta e fa parte della zona pastorale della Valsugana e di Primiero dell'arcidiocesi di Trento. Risale al XVII secolo.

## Storia

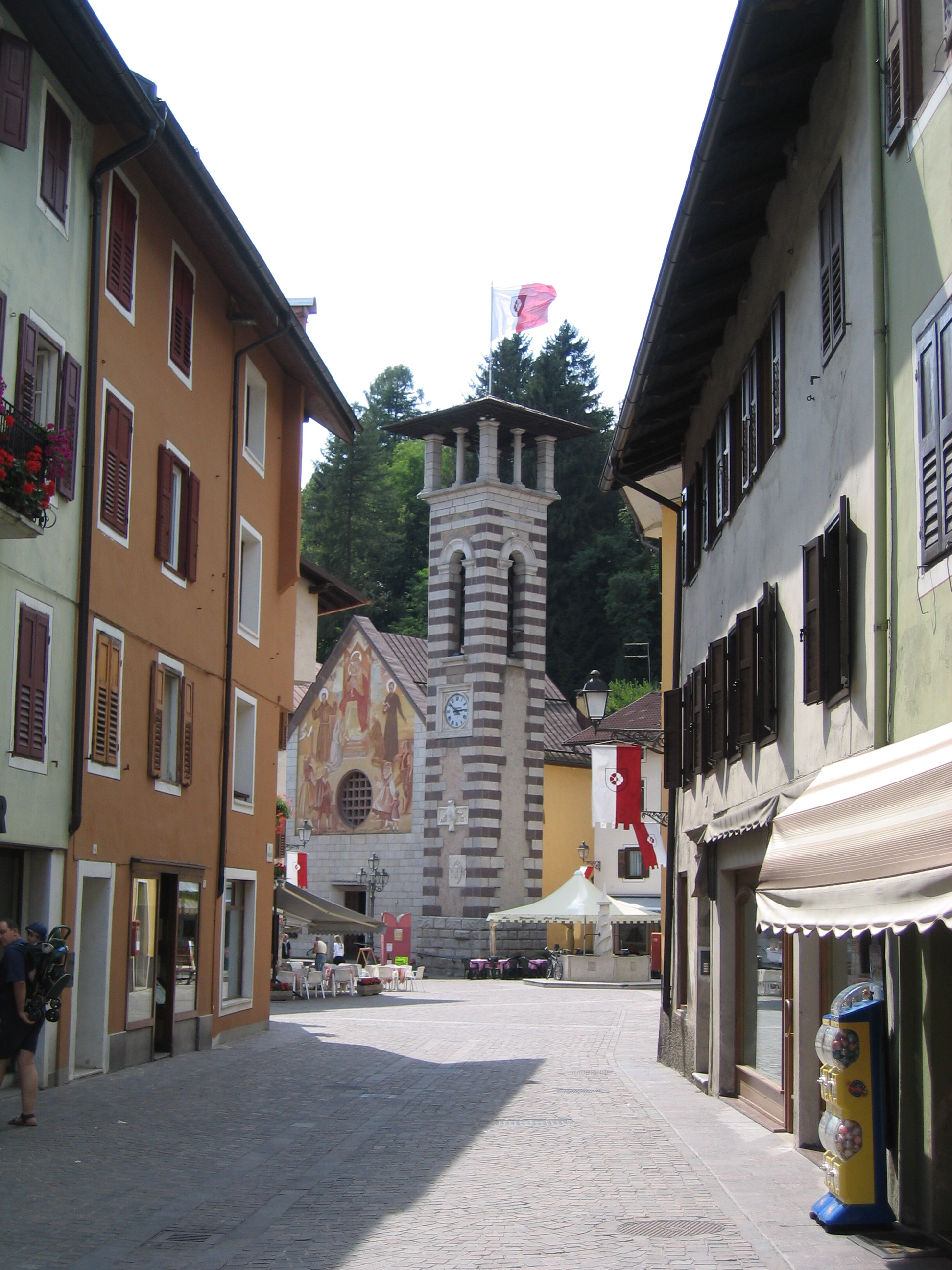
Chiesa e torre nel centro di Fiera di Primiero

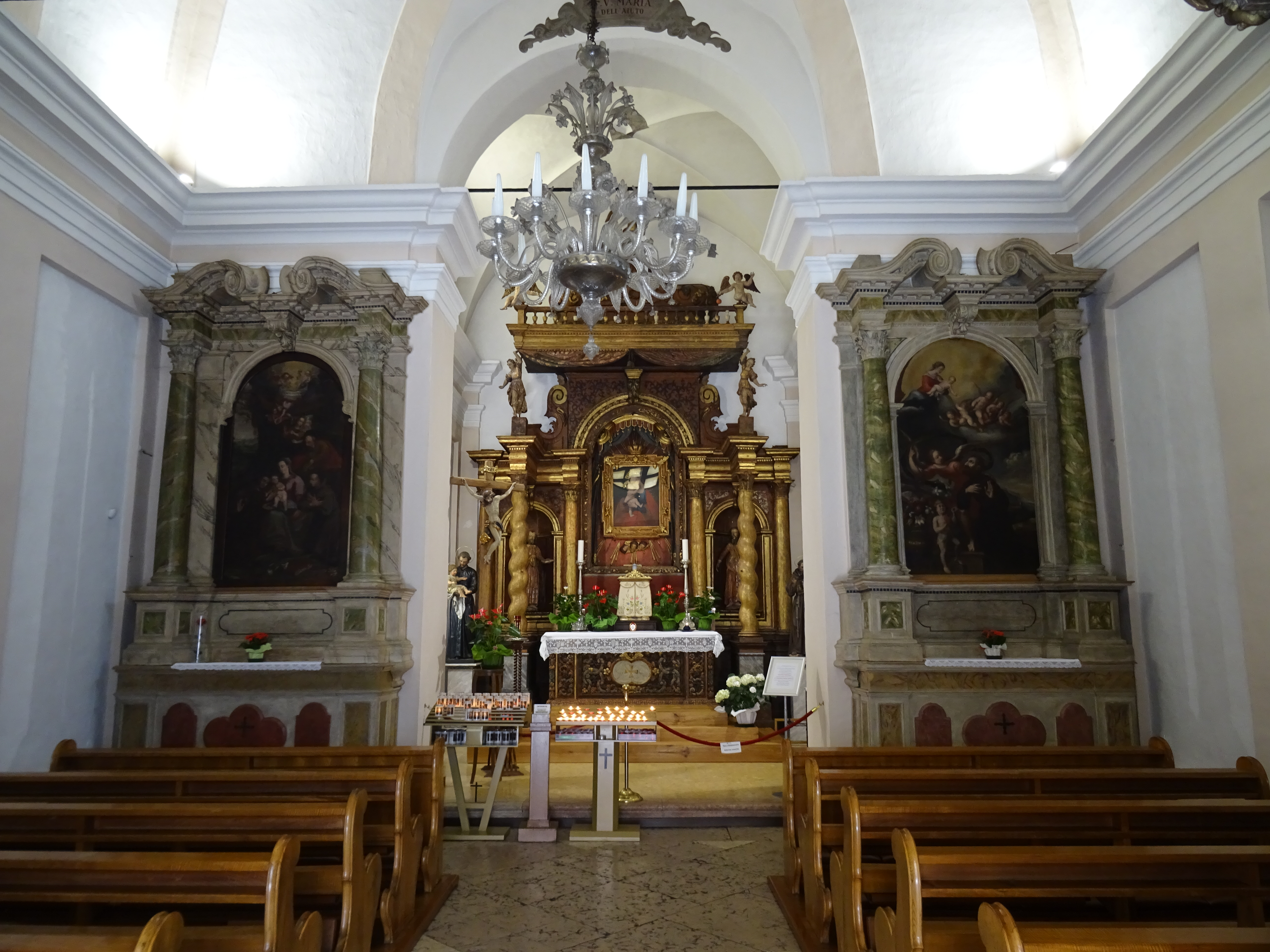
Interno

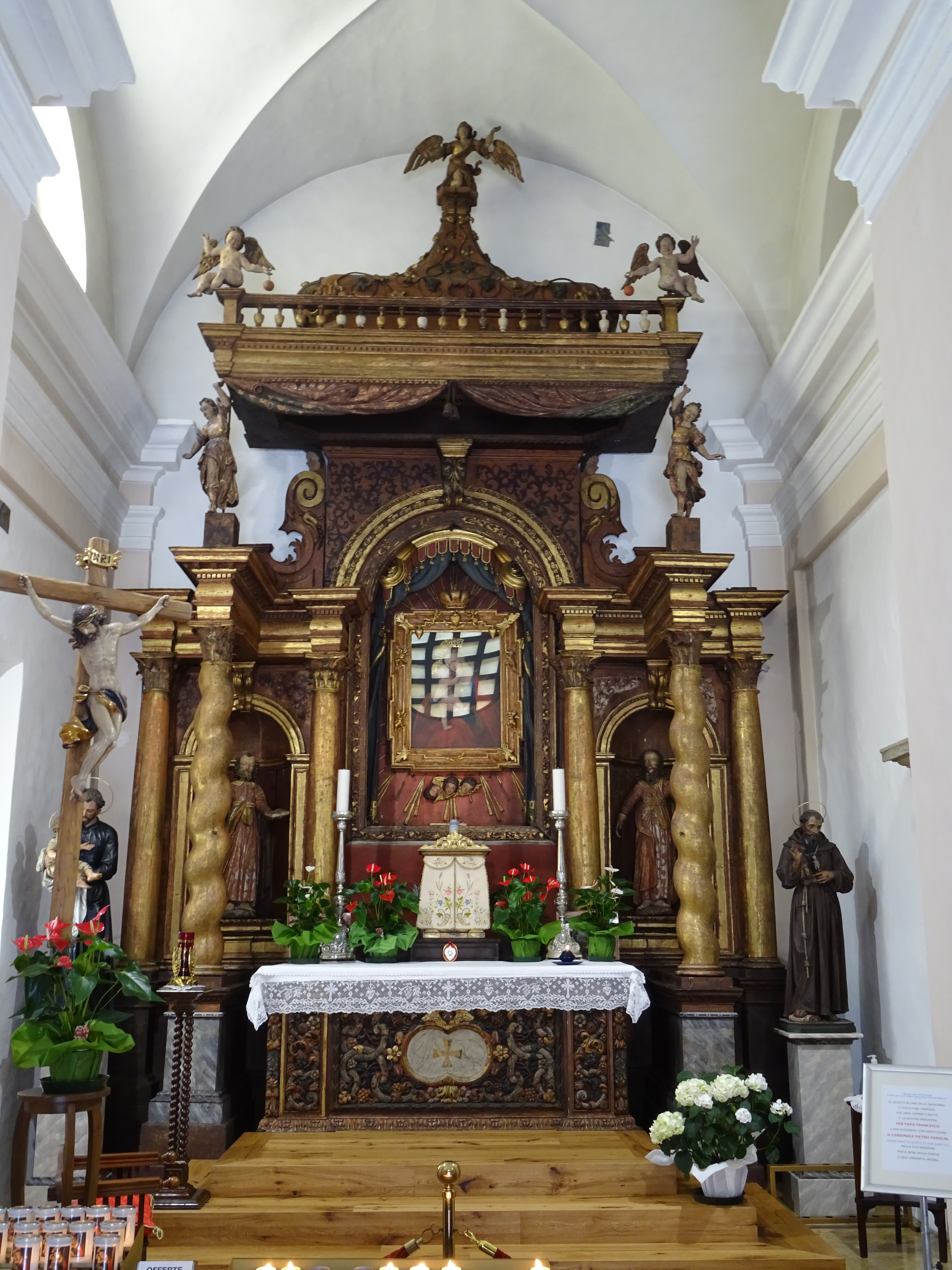
Altare maggiore

La chiesa venne eretta a Fiera di Primiero tra il 1663 e il 1668 per decisione della comunità che voleva un luogo di culto per la Madonna della Consolazione (o dell'Aiuto). Il sito venne scelto in centro all'abitato, vennero ottenute le necessarie autorizzazioni da parte del vicario generale Antonio Bertelli e la prima pietra venne posata dal delegato del vescovo Marco Marchiani. I tempo di costruzione furono relativamente lunghi e l'edificio fu ultimato e benedetto nel 1668. La torre campanaria è stata eretta nel 1910 e la facciata è stata rifatta negli anni quaranta.

## Descrizione

### Esterni
La chiesa si trova al centro dell'abitato di Fiera e mostra orientamento verso ovest. La facciata a capanna è linearmente semplice con un rivestimento in granito e porfido ed è caratterizzata dal portale architravato sopra il quale si apre il grande rosone che porta luce alla sala. La parte superiore è occupata dal grande affresco che raffigura la Madonna col Bambino in trono con i chiedenti grazia e aiuto ai suoi piedi. La torre campanaria, che è anche torre civica, ha un caratteristico rivestimento bicromo bianco e nero e a metà circa della sua altezza ha un orologio.

### Interni
L'interno ha navata unica e nella parte presbiteriale è presente l'altare maggiore ligneo sul quale è posta la pala raffigurante la Madonna dell'Aiuto.